# Варена (Леко)
Варена (итал. Varenna) је насеље у Италији у округу Леко, региону Ломбардија.
Према процени из 2011. у насељу је живело 764 становника. Насеље се налази на надморској висини од 275 м.

## Становништво
| 1931. | 1936. | 1951. | 1961. | 1971. | 1981. | 1991. | 2001. | 2011. |
| ----- | ----- | ----- | ----- | ----- | ----- | ----- | ----- | ----- |
| 956   | 879   | 939   | 919   | 812   | 799   | 823   | 846   | 765   |